# Bouffant

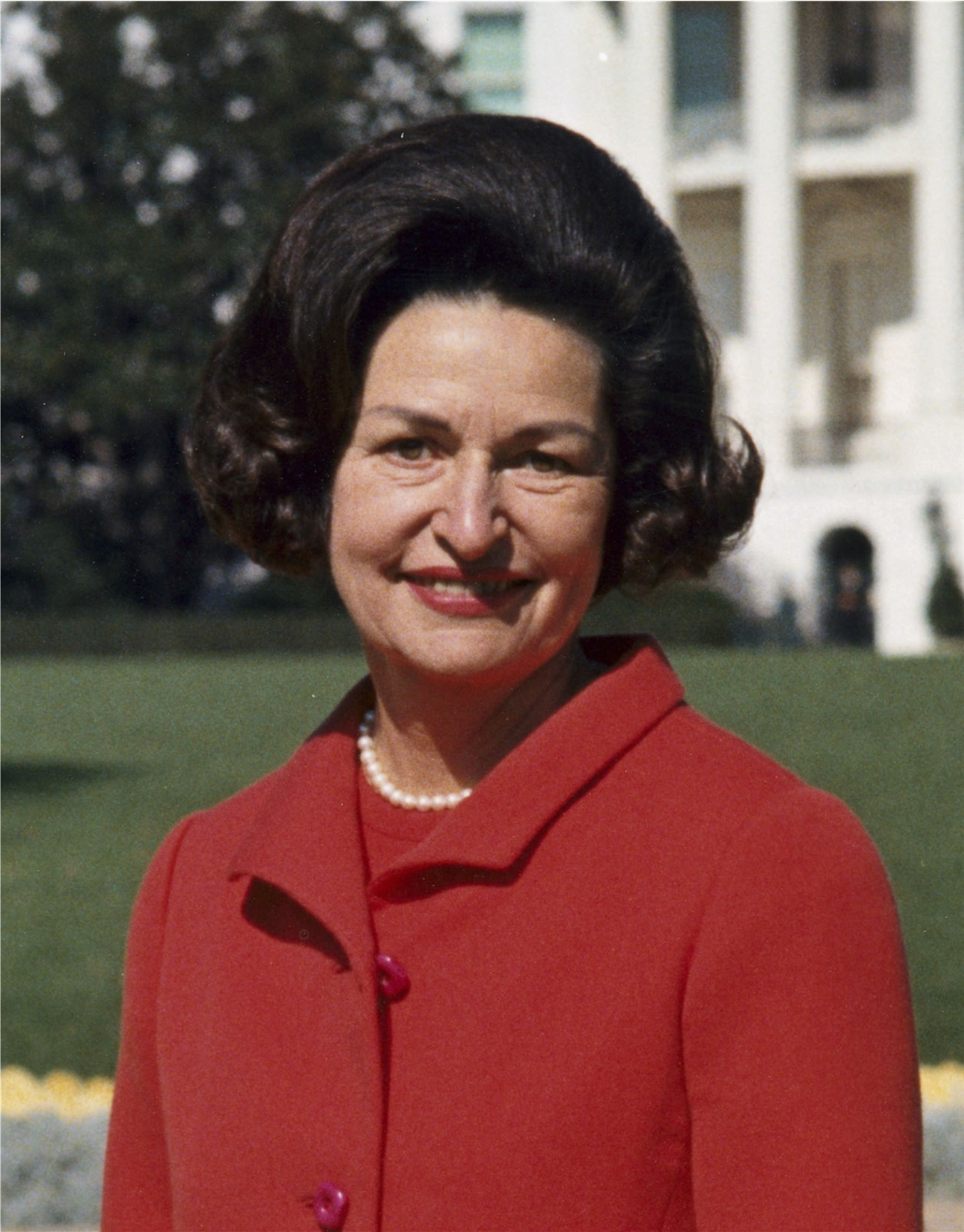
Fotografía de Lady Bird Johnson con un peinado bouffant (c. 1965).

Bouffant (pronunciado /buːˈfɑːnt/) es un tipo de peinado que se caracteriza por la formación de una masa de cabello apilado sobre la sección coronal del cráneo, la cual suele ser acompañada de secciones de cabello que cuelgan libremente en determinadas secciones alrededor de la cabeza, ocasionalmente en forma de alas laterales o flequillo. El peinado consiste en una masa de cabello apilado sobre el cráneo que se conseguía mediante técnicas de aumento de volumen capilar como el cardado, el tupé y la utilización de rulos modeladores de cabello, el cual es fijado con productos para el cuidado de cabello como ceras y fijador en aerosol.

## Etimología
La palabra bouffant tiene su origen etimológico en la palabra del idioma francés bouffante, presente participio del verbo en francés bouffer, que se traduce al idioma español como esponjar o mullir. El bouffant también era conocido en Inglaterra como teasy-weasy durante la década de los 60, debido a que ese era el nombre con el que se conocía popularmente a Raymond Bessone, un estilista británico al que se le atribuye el relanzamiento del peinado bouffant en la década de los 50.

## Historia

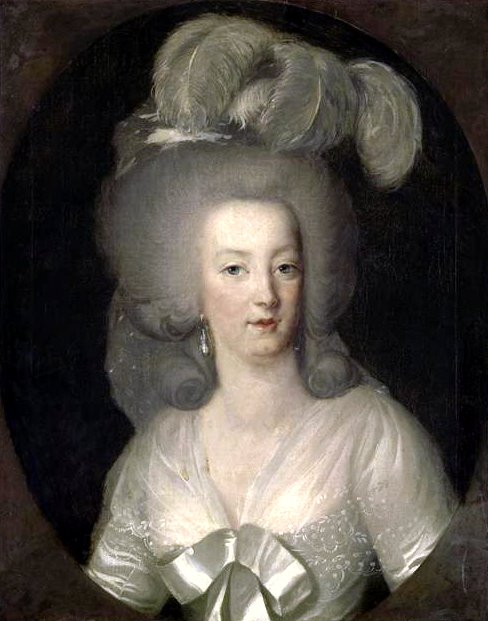
Retrato de María Antonieta de Austria

El bouffant es una variante del peinado pouf del siglo XVIII, popularmente utilizado en la estética de la sociedad aristocrática y las clases socioeconómicas altas del Imperio Francés. El bouffant, al igual que peinados similares como el pouf y el pompadour, representaban un peinado exclusivo de las clases socioeconómicas altas. El peinado solía ser confeccionado principalmente en pelucas aristocráticas, las cuales eran adornadas con plumas, cintas, flores y joyería, además de ser acompañadas con distintos tocados, sombreros y fascinadores. Los peinados voluminosos como el bouffant y el pompadour se vuelven populares de nuevo entre las mujeres de la alta sociedad a finales de la época victoriana, donde el cabello abultado se consideraba como un atributo propio de las clases socioeconómicas altas, lo que resultaba en la aplicación de soluciones cosméticas y postizos de cabello para dar volumen al peinado.

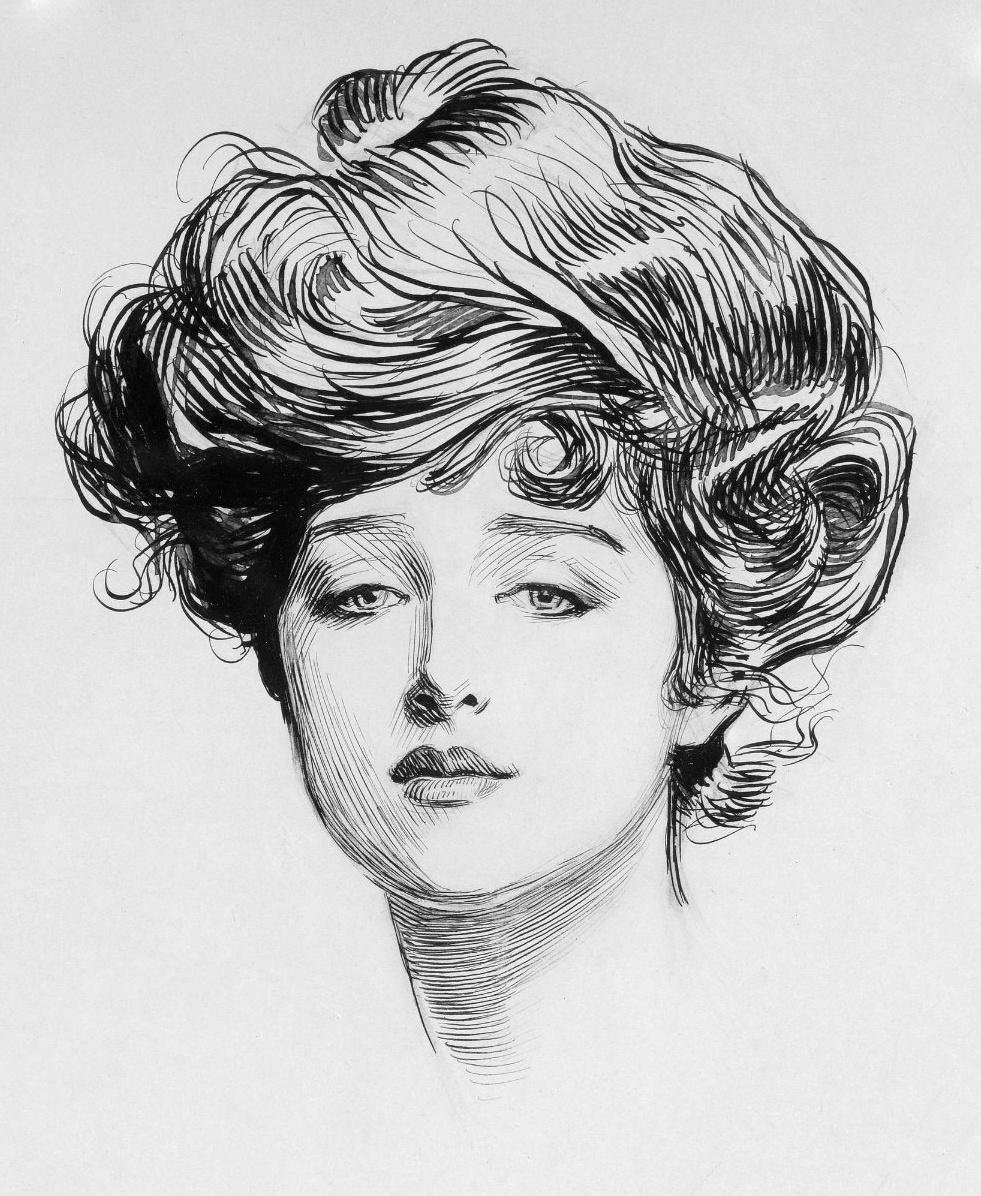
Dibujo de una Gibson Girl por Charles Dana Gibson (c. 1891).

Al terminar el siglo XIX el tipo bouffant es apreciado estéticamente en el periodo de la Belle Époque. El peinado es revivido por el concepto de la belleza femenina creado por el ilustrador estadounidense Charles Dana Gibson, creador de la estética de la Gibson girl como una de las primeras formas de belleza pin-up en los últimos años del siglo XIX. La popular Gibson girl era frecuentemente mostrada a la moda contemporánea con ropa que acentuaba su figura, utilizando sombreros y tocados, además de ser representada portando voluminosos peinados en estilo bouffant y pompadour. La sofisticada percepción de la mujer en el modelo de la Gibson girl contribuyó a la popularidad de dicha estética y sus atributos de moda, incluyéndose el peinado bouffant, hasta el periodo de la Primera Guerra Mundial.

### Siglo XX y siglo XXI
Después de la sucesión política del reinado de Victoria I del Reino Unido, por Eduardo VII, el bouffant continuó como un símbolo de la aristocracia en los primeros años de la época eduardiana, marcado por la integración de nuevas técnicas de peinado como la aplicación de ceras fijadoras y pomadas, además de la aplicación de postizos de cabello para dar volumen al peinado. El bouffant y la estética de la Gibson Girl son después sustituidos por versiones modernas de la nueva feminidad que incluían los peinados bob y la estética de la mujer flapper.

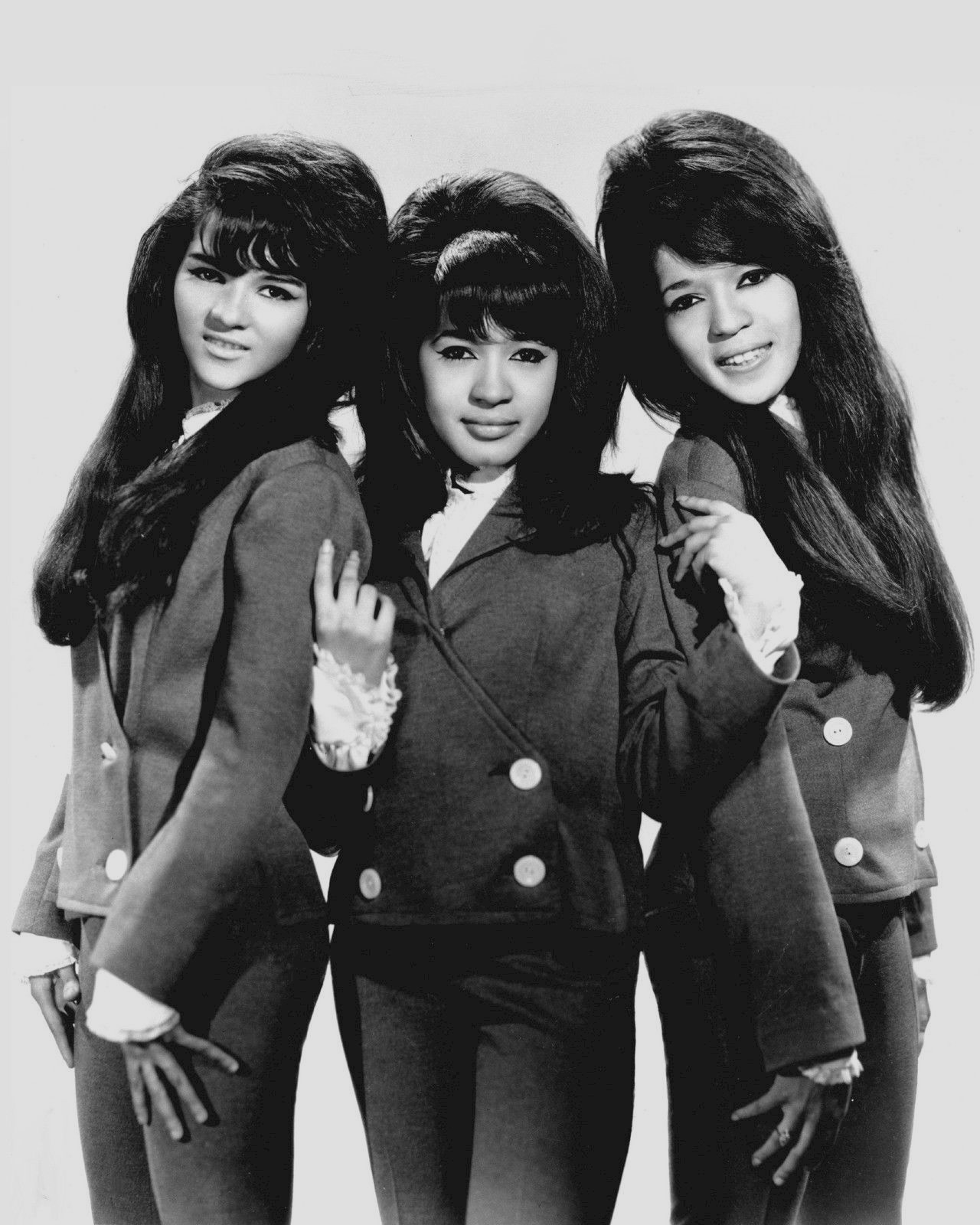
Fotografía publicitaria de The Ronettes (1966).

El peinado bouffant reaparece en la primera mitad de la década de los 50 en el periodo de la estética rockabilly con el peinado pompadour. Su relanzamiento en la moda femenina de los 50 es atribuido al estilista británico Raymond Bessone. El peinado solía ser llamado teasy-weasy debido a la popularidad del peinado bouffant de Bessone, ya que ese era el nombre con el que se le conocía popularmente.
La popularidad del peinado en la década de los 50 se ve ampliamente fortalecida en los Estados Unidos debido a que la primera dama, Jacqueline Kennedy, solía aparecer portando un bouffant de baja altura en forma de bob cut. El peinado se convierte en el peinado tradicional del ama de casa estadounidense de los 60, ya que era frecuentemente utilizado para dar un aspecto de mayor altura al portador. Con esta intención aparece una variante del bouffant conocida como beehive, la cual consiste en una masa abultada de cabello en forma de rollo o colmena que descansa sobre la corona del cráneo, la cual se caracteriza por ser de altura considerable y frecuentemente acompañada de flequillos. El peinado beehive es identificado como el distintivo peinado de Dusty Springfield y en versiones modernas con el peinado portado por Amy Winehouse.
El bouffant consigue una popularidad notable en la década de los 60 siendo apreciado por personalidades musicales como las miembros de las girls groups que comercializaban música R&B, bubblegum pop, soul y doo-woop. Algunos grupos que portaron bouffants en la década de los 60 incluyen: The Supremes, The Ronettes, The Shirelles y Martha and the Vandellas. Dicha popularidad contribuyó a un gran aumento de ventas de rulos para el cabello y del fijador en aerosol durante la década de los 60.
La reaparición del behive se reconoce surgir con la fama de Amy Winehouse durante los años 2000. El bouffant (incluyendo su variante beehive y el peinado pompadour) volvieron a ganar popularidad en los años 2010, debido a la influencia estética de la moda de la subcultura hipster así como las tendencias retro del rockabilly, luciéndolo personalidades de la música como Adele y Rihanna.

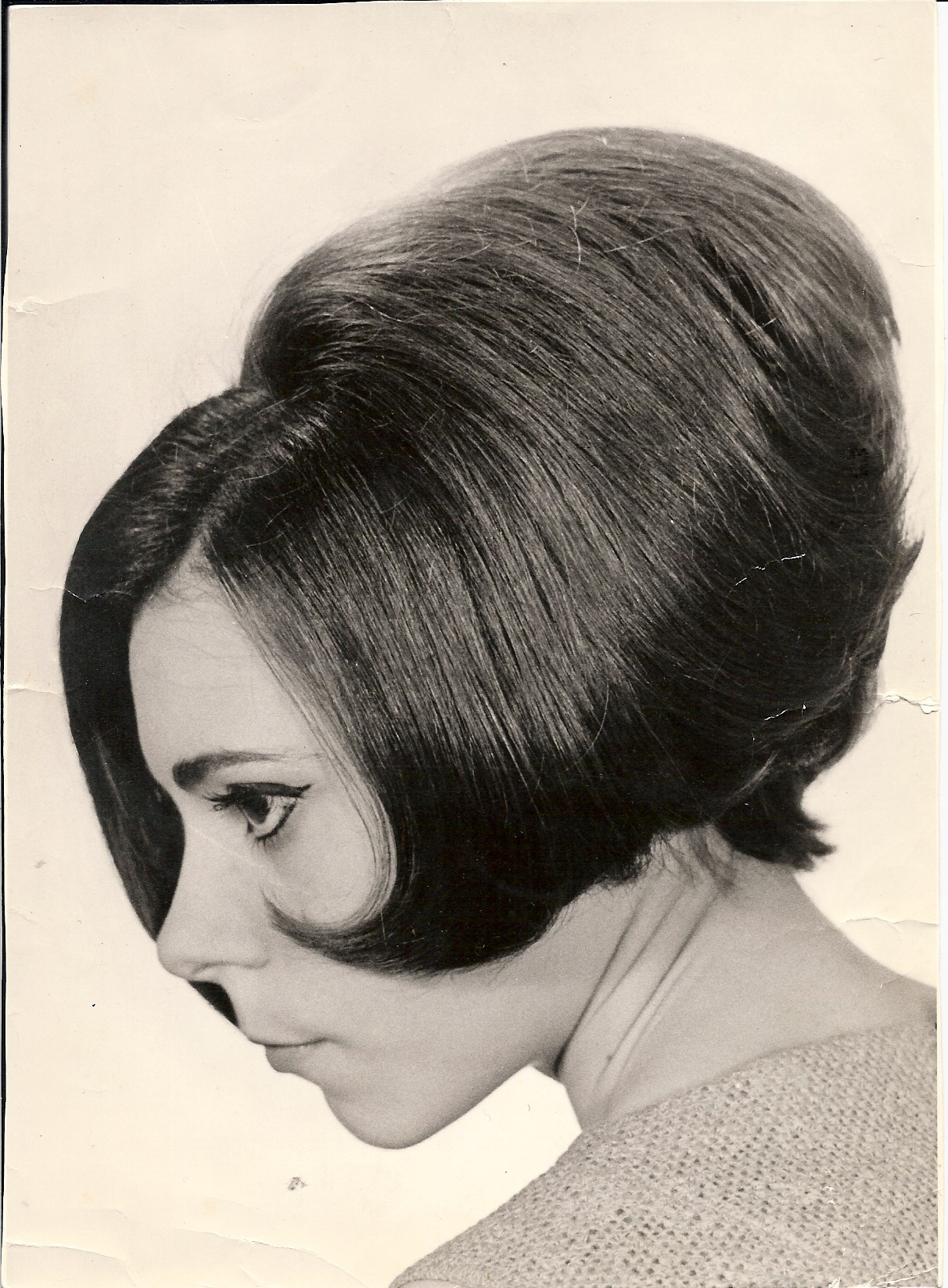
Peinado beehive.

## Variantes

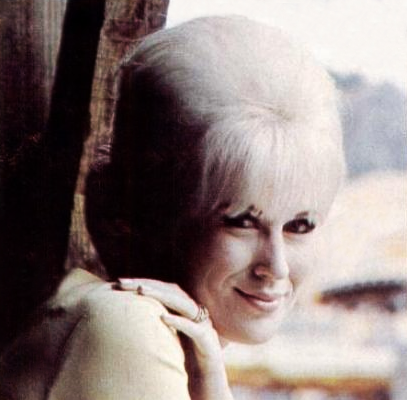
Dusty Springfield

### Beehive
El beehive o colmena es un peinado femenino, variante del bouffant, que recibe su nombre por la similitud de este a una colmena. El peinado se caracteriza por la formación de una masa abultada de cabello que forma una estructura de domo a partir de la intersección de cabello o técnica de updo (técnica que consiste en el acomodo de secciones de cabello para evitar que recaiga libremente). El beehive se caracteriza por la formación de una masa considerablemente alta que da al portador una apariencia de mayor estatura, normalmente identificado con el peinado popular entre las amas de casa estadounidenses de la década de los 60. El peinado suele ser acompañado de flequillo, secciones de cabello largas y alas laterales, cuyo resultado era fijado con aerosol para el cabello. El beehive también es conocido como B-52, por su similitud con el morro del avión bombardero Boeing B-52 Stratofortress. Algunas celebridades reconocidas con este peinado son Dusty Springfield, Audrey Hepburn, Ronnie Spector, Diana Ross, Amy Winehouse y Brigitte Bardot.